# James Horner
James Roy Horner (14. august 1953 - 22. juni 2015) var en amerikansk komponist, dirigent og orkestrator af filmmusik. Han er kendt for sin integrering af kor og elektroniske elementer i mange af sine kompositioner, og for ofte at anvende keltiske musikelementer. Hans partitur til storfilmen Titanic fra 1997 er blandt de bedste sælgende soundtrack nogensinde.
Horner har skrevet musik til mere end 100 film,og har ofte arbejdet sammen med instruktører som James Cameron, Mel Gibson og Ron Howard. Han skrev musikken til Rosens navn, Commando, Braveheart, Willow, Apollo 13, Star Trek II: The Wrath of Khan, Star Trek III: The Search for Spock, Cocoon, Legends of the Fall, Aliens, Glory, The Mask of Zorro, Field of Dreams, Enemy at the Gates, Casper, Troy, Robotmennesket, The Rocketeer, Et Smukt Sind, Mighty Joe Young, The Perfect Storm, Deep Impact, Avatar og The Amazing Spider-Man.
Horner har vundet to Academy Awards, to Golden Globe Awards, tre Satellite Awards, tre Saturn Awards, og er blevet nomineret til tre British Academy Film Awards. Hans værker inkluderer musikken til de to bedst sælgende film nogensinde: Titanic (1997) og Avatar (2009), som begge blev instrueret af James Cameron.
Horner, der var en ivrig pilot, døde i en alder af 61 år mens han fløj i sin Short Tucano turboprop i en soloulykke.

## Hæder
| Pris                             | År   | Project                                                                                | Kategori                     | Resultat  |
| -------------------------------- | ---- | -------------------------------------------------------------------------------------- | ---------------------------- | --------- |
| Academy Awards                   | 1987 | Aliens                                                                                 | Best Original Score          | Nomineret |
| Academy Awards                   | 1987 | "Somewhere Out There" (from An American Tail; shared with Cynthia Weil and Barry Mann) | Best Original Song           | Nomineret |
| Academy Awards                   | 1990 | Field of Dreams                                                                        | Best Original Score          | Nomineret |
| Academy Awards                   | 1996 | Apollo 13                                                                              | Best Original Dramatic Score | Nomineret |
| Academy Awards                   | 1996 | Braveheart                                                                             | Best Original Dramatic Score | Nomineret |
| Academy Awards                   | 1998 | Titanic                                                                                | Best Original Dramatic Score | Vundet    |
| Academy Awards                   | 1998 | "My Heart Will Go On" (from Titanic; shared with Will Jennings)                        | Best Original Song           | Vundet    |
| Academy Awards                   | 2002 | A Beautiful Mind                                                                       | Best Original Score          | Nomineret |
| Academy Awards                   | 2004 | House Of Sand And Fog                                                                  | Best Original Score          | Nomineret |
| Academy Awards                   | 2010 | Avatar                                                                                 | Best Original Score          | Nomineret |
| BAFTA Awards                     | 1996 | Braveheart                                                                             | Best Film Music              | Nomineret |
| BAFTA Awards                     | 1998 | Titanic                                                                                | Best Film Music              | Nomineret |
| BAFTA Awards                     | 2010 | Avatar                                                                                 | Best Film Music              | Nomineret |
| Chicago Film Critics Association | 1997 | Titanic                                                                                | Best Original Score          | Vundet    |
| Chicago Film Critics Association | 2001 | A Beautiful Mind                                                                       | Best Original Score          | Nomineret |
| Chicago Film Critics Association | 2009 | Avatar                                                                                 | Best Original Score          | Nomineret |
| Golden Globe Awards              | 1987 | "Somewhere Out There" (from An American Tail; shared with Cynthia Weil and Barry Mann) | Best Original Song           | Nomineret |
| Golden Globe Awards              | 1990 | Glory                                                                                  | Best Original Score          | Nomineret |
| Golden Globe Awards              | 1992 | "Dreams to Dream" (from An American Tail: Fievel Goes West; shared with Will Jennings) | Best Original Song           | Nomineret |
| Golden Globe Awards              | 1995 | Legends of the Fall                                                                    | Best Original Score          | Nomineret |
| Golden Globe Awards              | 1996 | Braveheart                                                                             | Best Original Score          | Nomineret |
| Golden Globe Awards              | 1998 | Titanic                                                                                | Best Original Score          | Vundet    |
| Golden Globe Awards              | 1998 | "My Heart Will Go On" (from Titanic; shared with Will Jennings)                        | Best Original Song           | Vundet    |
| Golden Globe Awards              | 2002 | A Beautiful Mind                                                                       | Best Original Score          | Nomineret |
| Golden Globe Awards              | 2010 | Avatar                                                                                 | Best Original Score          | Nomineret |
| Golden Globe Awards              | 2010 | "I See You" (from Avatar; shared with Kuk Harrell and Simon Franglen)                  | Best Original Song           | Nomineret |
| Satellite Awards                 | 1997 | Titanic                                                                                | Best Original Score          | Vundet    |
| Satellite Awards                 | 1997 | "My Heart Will Go On" (from Titanic; shared with Will Jennings)                        | Best Original Song           | Vundet    |
| Satellite Awards                 | 2001 | A Beautiful Mind                                                                       | Best Original Score          | Nomineret |
| Satellite Awards                 | 2001 | "All Love Can Be" (from A Beautiful Mind; shared with Will Jennings)                   | Best Original Song           | Vundet    |
| Satellite Awards                 | 2003 | The Missing                                                                            | Best Original Score          | Nomineret |
| Saturn Awards                    | 1983 | Brainstorm                                                                             | Best Music                   | Vundet    |
| Saturn Awards                    | 1983 | Krull                                                                                  | Best Music                   | Nomineret |
| Saturn Awards                    | 1983 | Something Wicked This Way Comes                                                        | Best Music                   | Nomineret |
| Saturn Awards                    | 1985 | Cocoon                                                                                 | Best Music                   | Nomineret |
| Saturn Awards                    | 1986 | An American Tail                                                                       | Best Music                   | Nomineret |
| Saturn Awards                    | 1989 | Honey, I Shrunk the Kids                                                               | Best Music                   | Nomineret |
| Saturn Awards                    | 1995 | Braveheart                                                                             | Best Music                   | Nomineret |
| Saturn Awards                    | 2000 | How the Grinch Stole Christmas                                                         | Best Music                   | Vundet    |
| Saturn Awards                    | 2009 | Avatar                                                                                 | Best Music                   | Vundet    |

Grammy Awards
- 1988: An American Tail – Best Album of Original Instrumental Background Score Written for a Motion Picture or Television
- 1988: "Somewhere Out There" (from: An American Tail, Winner) – Song of The Year
- 1988: "Somewhere Out There" (from: An American Tail, Winner) – Best Song Written specifically For a Motion Picture or Television
- 1990: Field of Dreams – Best Album of Original Instrumental Background Score Written for a Motion Picture or Television
- 1991: Glory (Winner) – Best Instrumental Composition Written for a Motion Picture or for Television
- 1996: "Whatever You Imagine" (from: The Pagemaster) – Best Song Written specifically For a Motion Picture or Television
- 1999: "My Heart Will Go On" (from: Titanic, Winner) – Record of The Year
- 1999: "My Heart Will Go On" (from: Titanic, Winner) – Song of The Year
- 1999: "My Heart Will Go On" (from: Titanic, Winner) – Best Song Written For A Motion Picture or for Television
- 2003: A Beautiful Mind – Best Score Soundtrack Album for Motion Picture, Television or Other Visual Media
- 2011: Avatar – Best Score Soundtrack Album for Motion Picture, Television or Other Visual Media
- 2011: "I See You" (from: Avatar) – Best Song Written For A Motion Picture, Television or Other Visual Media